# Зиттерсайм
Зиттерсайм (фр. Zittersheim) — коммуна на северо-востоке Франции в регионе Гранд-Эст (бывший Эльзас — Шампань — Арденны — Лотарингия), департамент Нижний Рейн, округ Саверн, кантон Ингвиллер. До марта 2015 года коммуна административно входила в состав упразднённого кантона Ла-Птит-Пьер (округ Саверн).
Площадь коммуны — 7,92 км², население — 249 человек (2006) с тенденцией к стабилизации: 237 человек (2013), плотность населения — 29,9 чел/км².

## Население
Население коммуны в 2011 году составляло 247 человек, в 2012 году — 237 человек, а в 2013-м — 237 человек.
| 1962 | 1968 | 1975 | 1982 | 1990 | 1999 | 2006 | 2008 | 2011 | 2012 | 2013 |
| ---- | ---- | ---- | ---- | ---- | ---- | ---- | ---- | ---- | ---- | ---- |
| 256  | 231  | 228  | 216  | 217  | 205  | 249  | 264  | 247  | 237  | 237  |

Динамика населения:

## Экономика
В 2010 году из 153 человек трудоспособного возраста (от 15 до 64 лет) 114 были экономически активными, 39 — неактивными (показатель активности 74,5 %, в 1999 году — 65,6 %). Из 114 активных трудоспособных жителей работали 105 человек (53 мужчины и 52 женщины), 9 числились безработными (четверо мужчин и пять женщин). Среди 39 трудоспособных неактивных граждан 8 были учениками либо студентами, 16 — пенсионерами, а ещё 15 — были неактивны в силу других причин.